# Echinaster sepositus
Echinaster sepositus is een zeester uit de familie Echinasteridae. De wetenschappelijke naam van de soort werd in 1783 gepubliceerd door Anders Jahan Retzius. Deze soort komt voor in de noordoostelijke Atlantische Oceaan, inclusief de Middellandse Zee.

## Beschrijving
De zeester Echinaster sepositus heeft vijf relatief slanke armen rond een kleine centrale schijf. Het heeft meestal een diameter van maximaal 20 cm, maar kan bij uitzonderlijk exemplaren oplopen tot 30 cm. Het is helder oranjerood van kleur en heeft een zeepachtige oppervlaktetextuur, in tegenstelling tot de oppervlakkig vergelijkbare Henricia-zeesterren (een andere enigszins vergelijkbare soort uit dezelfde regio is Ophidiaster ophidianus). Het oppervlak is bezaaid met gelijkmatig verdeelde kuilen van waaruit het dier zijn dieprode kieuwen (papula) kan uitstrekken.

## Verspreiding
E. sepositus wordt gevonden in de Oost-Atlantische Oceaan ten noorden van de evenaar, inclusief de Middellandse Zee, waar het een van de meest voorkomende zeester is (hoewel vrijwel afwezig op sommige plaatsen). De noordelijke grens is het Engelse Kanaal, maar alleen aan de Franse kant. Het wordt gevonden op een diepte van 1 tot 250 meter in een breed scala van leefgebieden, waaronder rotsachtige, zanderige en modderige bodems, en zeegrasweiden (Posidonia oceanica en Zostera).